# بيلي بومونت
بيلي بومونت (بالإنجليزية: Billy Beaumont)‏ هو لاعب كرة قدم بريطاني (وحمل سابقاً جنسية المملكة المتحدة لبريطانيا العظمى وأيرلندا) في مركز الدفاع، ولد في 9 نوفمبر 1883 في المملكة المتحدة، وتوفي في 19 نوفمبر 1911 في بورتسموث في المملكة المتحدة بسبب ذات الرئة. لعب مع سويندون تاون ونادي بورتسموث ونادي ساوثهامبتون.